# ホッピング伝導
ホッピング伝導（ホッピングでんどう）は、不純物伝導・イオン結晶・非晶質半導体などにおいて発生しうる特殊な電気伝導の形態。ホッピング伝導では、とびとびに存在する電子を飛躍するようにして電流が流れていく。このため、自由電子が担う通常の電気伝導の場合と比べると電気抵抗は大きくなる。ただし、温度が上がると熱振動によりホッピングが円滑になるので、電気抵抗率は下がることになる。